# خليفة عبد الله
خليفة عبد الله (مواليد 20 فبراير 1991، لاعب كرة قدم إماراتي يجيد اللعب في الوسط في نادي الذيد.
لعب سابقاً مع نادي الوصل و انتقل إلى الشباب عام 2015 و إنتقل إلى نادي عجمان عام 2017 و وقع مع النادي العربي في صيف 2020 و انتقل إلى نادي الإمارات في عام 2022 و انتقل إلى نادي الذيد في صيف 2024.

## روابط خارجية
- خليفة عبد الله على موقع قاعدة بيانات كرة القدم.إي يو (الإنجليزية)
- خليفة عبد الله على موقع Soccerway.com (الإنجليزية)